# Dornach SO
| SO ist das Kürzel für den Kanton Solothurn in der Schweiz. Es wird verwendet, um Verwechslungen mit anderen Einträgen des Namens Dornach zu vermeiden. |

Dornach (im Dialekt: Dornech oder Dornecht) ist eine politische Gemeinde und der Hauptort des Bezirks Dorneck im Kanton Solothurn in der Schweiz.

## Geographie
Dornachs Grenze bildet auf der Bergseite das Gempenplateau und auf der Talseite die Birs. Dornach ist mit der Jurabahn-Linie von Basel nach Delsberg erschlossen und teilt seinen Bahnhof mit der Basel-Landschaftlichen Gemeinde Arlesheim. Auf dem Bahnhofplatz endet auch die Tramlinie 10 der Baselland Transport AG (BLT) von Basel her.
Die Fläche beträgt 574 ha. Davon entfielen 2014 46 % auf Wald, 36 % auf Siedlungen, 17 % auf Landwirtschaft und weniger als 1 % auf unproduktive Fläche.
Nachbargemeinden sind, von Norden beginnend: Arlesheim BL, Gempen, Hochwald, Duggingen BL, Aesch und Reinach BL.

## Bevölkerung
- Ausländeranteil: 23 %.
- Religion: 34 % römisch-katholisch, 22 % reformiert

## Politik
Der Gemeinderat (Exekutive) besteht seit 2021 aus sieben Sitzen (zuvor neun). Die Sitze verteilten sich dabei wie folgt:
| Partei                              | 2013–2017 | 2017–2021 | 2021–2025 | Sitzverteilung 2021                                           |
| ----------------------------------- | --------- | --------- | --------- | ------------------------------------------------------------- |
| FDP.Die Liberalen                   | 2         | 2         | 3         | Insgesamt 7 Sitze - SP: 1 - Freie Wähler: 2 - CVP: 1 - FDP: 3 |
| Freie Wähler                        | 4         | 4         | 2         | Insgesamt 7 Sitze - SP: 1 - Freie Wähler: 2 - CVP: 1 - FDP: 3 |
| Christlichdemokratische Volkspartei | 1         | 1         | 1         | Insgesamt 7 Sitze - SP: 1 - Freie Wähler: 2 - CVP: 1 - FDP: 3 |
| Sozialdemokratische Partei          | 1         | 1         | 1         | Insgesamt 7 Sitze - SP: 1 - Freie Wähler: 2 - CVP: 1 - FDP: 3 |
| Schweizerische Volkspartei          | 1         | 1         | 0         | Insgesamt 7 Sitze - SP: 1 - Freie Wähler: 2 - CVP: 1 - FDP: 3 |

## Wappen
Wappenbeschreibung: Das Wappen zeigt zwei gegeneinander abgekehrte schwarze Angeln auf weissem Grund. Dies ist gleichzeitig das Wappen des Bezirks und der Efringer, welche von 1394 bis 1485 die Besitzer des  Schlosses Dorneck waren.

## Geschichte
Das Dorf wird 1223 erstmals urkundlich als Tornach (mit lateinischer Ablativendung -o) erwähnt: Johannes de Tornacho, d. h. „[Leutpriester] Johannes von Dornach“; der Name bedeutet „beim Landgut des Turnus“.
Gesichert ist die Erwähnung von 1284 im Zinsbuch des Klosters St. Alban aus Basel. Zwischen 1083 (Gründung des St. Alban-Klosters) und 1284 muss das Kloster seinen Besitz in Dornach erworben haben. Demnach könnte für das 12. Jahrhundert eine Siedlungstätigkeit in Dornach angenommen werden. Die Dorfkirche von Oberdornach wird erstmals im Jahre 1301 erwähnt.
Die Schlacht bei Dornach im Schwabenkrieg 1499 endete mit dem Sieg der Eidgenossen. 1672 erhalten die Kapuziner die Erlaubnis, in Dornach ein Kloster zu gründen, das 1676 geweiht wird. Wie alle solothurnischen Gemeinden war Dornach bis zum Zeitpunkt der Zerschlagung der dreizehnörtigen Eidgenossenschaft durch die Franzosen im Jahre 1798 eine reine Gemeinschaft der Ortsbewohner zur Nutzung von «Wunn und Weid, Holz und Feld». Mit der Gemeindebildung im 19. Jahrhundert kam es zu politischen Auseinandersetzungen zwischen Einwohnern und Bürgern Dornachs um die jeweiligen Rechte. Die von den Kapuzinern betreute Schlachtkapelle musste 1874 der neuen Jurabahn weichen. Am 10. März 1908 wurde die Ausscheidungsurkunde, mit der das Gemeindevermögen zwischen der Einwohner- und der Bürgergemeinde verteilt wurde, unterschrieben. Die Trennung der Gemeinden war damit in Dornach vollzogen.

## Gesundheitswesen
Dornach verfügt über ein öffentliches Spital mit 24-Stunden-Notfallversorgung. Es gehört zum Klinikverbund der Solothurner Spitäler.

## Verkehr

### Öffentlicher Nahverkehr

#### Gegenwart (2022)
Dornach ist sehr gut erschlossen mit dem öffentlichen Nahverkehr. So besitzt die Gemeinde zusammen mit der Gemeinde Arlesheim einen Bahnhof an der Jurabahn und wird von der Linie S 3  der S-Bahn Basel im Halbstundentakt bedient. In den Hauptverkehrszeiten gibt es Zusatzzüge zwischen Basel und Delsberg und in den Wochenendnächten verkehren Nacht-S-Bahnen.
- S 3  (Porrentruy – Delémont –) Laufen – Aesch – Dornach-Arlesheim – Basel SBB – Pratteln – Liestal – Gelterkinden – Olten

Der Bahnhof Dornach-Arlesheim ist ein wichtiger Umsteigeknoten in der Region und wird von diversen Buslinien angefahren und bildet den Endpunkt der Birseckbahn mit der Tramlinie 10 des Basler Strassenbahnnetzes.
Von der BLT betriebene Linien:
- 10 Dornach, Bahnhof – Arlesheim Dorf – Münchenstein Dorf – Basel Dreispitz – Basel Bahnhof SBB – Basel Theater – Binningen Schloss – Bottmingen – Therwil – Ettingen – Witterswil – Bättwil – Flüh (– Leymen (F) – Rodersdorf)
- 37 (Dornach, Bahnhof – Münchenstein –) Leimgrubenweg  – Dreispitz – St. Jakob – Bethesda-Spital – Aeschenplatz
- 62 Dornach, Bahnhof – Reinach – Therwil – Biel-Benken, Brücke
- 64 Dornach, Bahnhof – Reinach – Therwil – Oberwil – Allschwil – Basel, Bachgraben (– Basel, Bahnhof St. Johann)
- 65 Pfeffingen, Bergmattenweg – Aesch – Dornach – Arlesheim, Dorf
- 66 Dornach, Bahnhof – Apfelsee – Museumsplatz – Goetheanum – Spital – Bahnhof (Rundkurs Ortsbus)

Von Postauto betriebene Linie:
- 67 Dornach – Gempen – Hochwald – Seewen (– Büren SO)

#### Zukunft
In Dornach soll an der bestehenden Bahnlinie nach Aesch bis 2030 eine zusätzliche S-Bahn-Haltestelle Dornach Apfelsee gebaut werden und das dortige Entwicklungsgebiet um die ehemalige Metallfabrik erschliessen. Im gleichen Zeitraum soll mit verschiedenen Projekten das Bahnsystem in der Region Basel aufgewertet werden. Dadurch können die S-Bahn-Linien allgemein neu verknüpft und an den relevanten Stellen eine Taktverdichtung umgesetzt werden. So erhält Aesch ein neues Wendegleis, damit mit einer neuen Linie der Viertelstundentakt nach Basel SBB eingeführt werden kann. Für den Horizont 2030 sind folgende S-Bahn-Linien über Dornach vorgesehen:
- S 3  Aesch – Dornach-Arlesheim – Basel SBB – Pratteln – Liestal – Gelterkinden – Olten – Zofingen
- S 4  Laufen – Aesch – Dornach-Arlesheim – Basel SBB – St. Louis – EuroAirport

### Individualverkehr
Dornach hat keine eigene Ausfahrt an der nahen A18, aber durch die Ausfahrt Reinach-Süd ist die Gemeinde gut an das schweizerische Autobahnnetz angeschlossen. Es gibt allerdings Pläne für einen eigenen Zubringer um die stark belastete Verbindungsstrasse mit Reinach zu entlasten.
Die kurvigen Bergstrassen nach Gempen und Hochwald sind beliebte Ausflugsstrecken. Auf der Strecke nach Gempen wurde zwischen 1911 und 1920 ein bekanntes Bergrennen veranstaltet.

## Sehenswürdigkeiten

Schloss-Ruine Dorneck

- Schloss-Ruine DorneckKapuzinerkloster, war über 330 Jahre lang ein religiöses und seelsorgerisches Zentrum der Nordwestschweiz
- Schlachtdenkmal von 1949 zur Erinnerung an die Schlacht bei Dornach im Schwabenkrieg (1499), eine 22 Meter lange Reliefwand
- Kantonale Verwaltung
- Dorfkern Dornachbrugg
- Alte Birsbrücke mit der Nepomuk-Statue
- Heimatmuseum Schwarzbubenland in der ehemaligen katholischen Pfarrkirche St. Mauritius
- Altes Pfarrhaus (heute Bürgerhaus)
- Gemeindeverwaltung (altes Schulhaus)
- Neue katholische Pfarrkirche St. Mauritius (1937–1939) von Hermann Baur, ein Beispiel für den Stil des Neuen Bauens[13].
- Dorfkern Oberdornach
- Schlossruine Dorneck
- Goetheanum und andere Bauten im Stil der Anthroposophischen Architektur

## Bilder

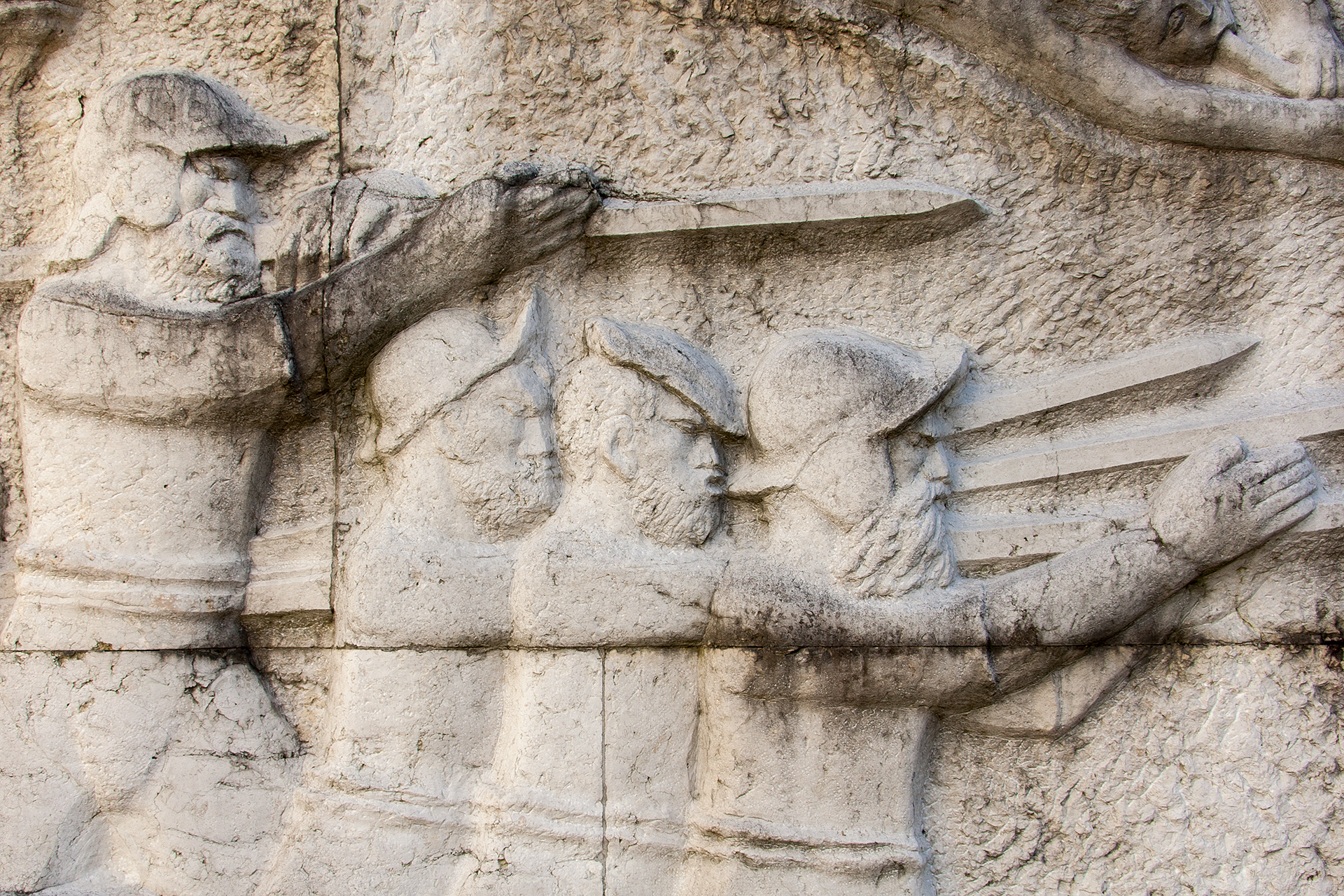
Detail Schlachtdenkmal
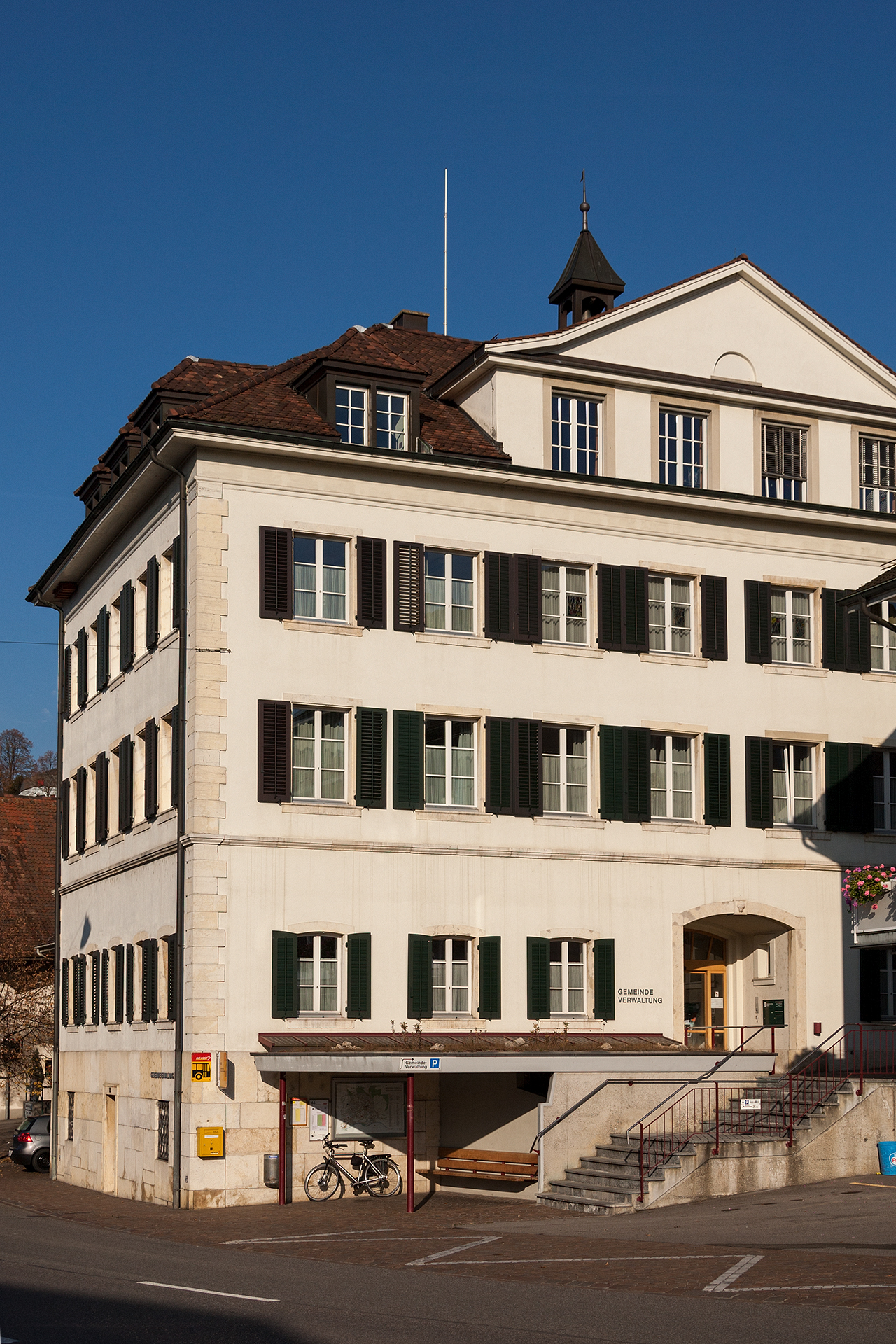
Gemeindehaus
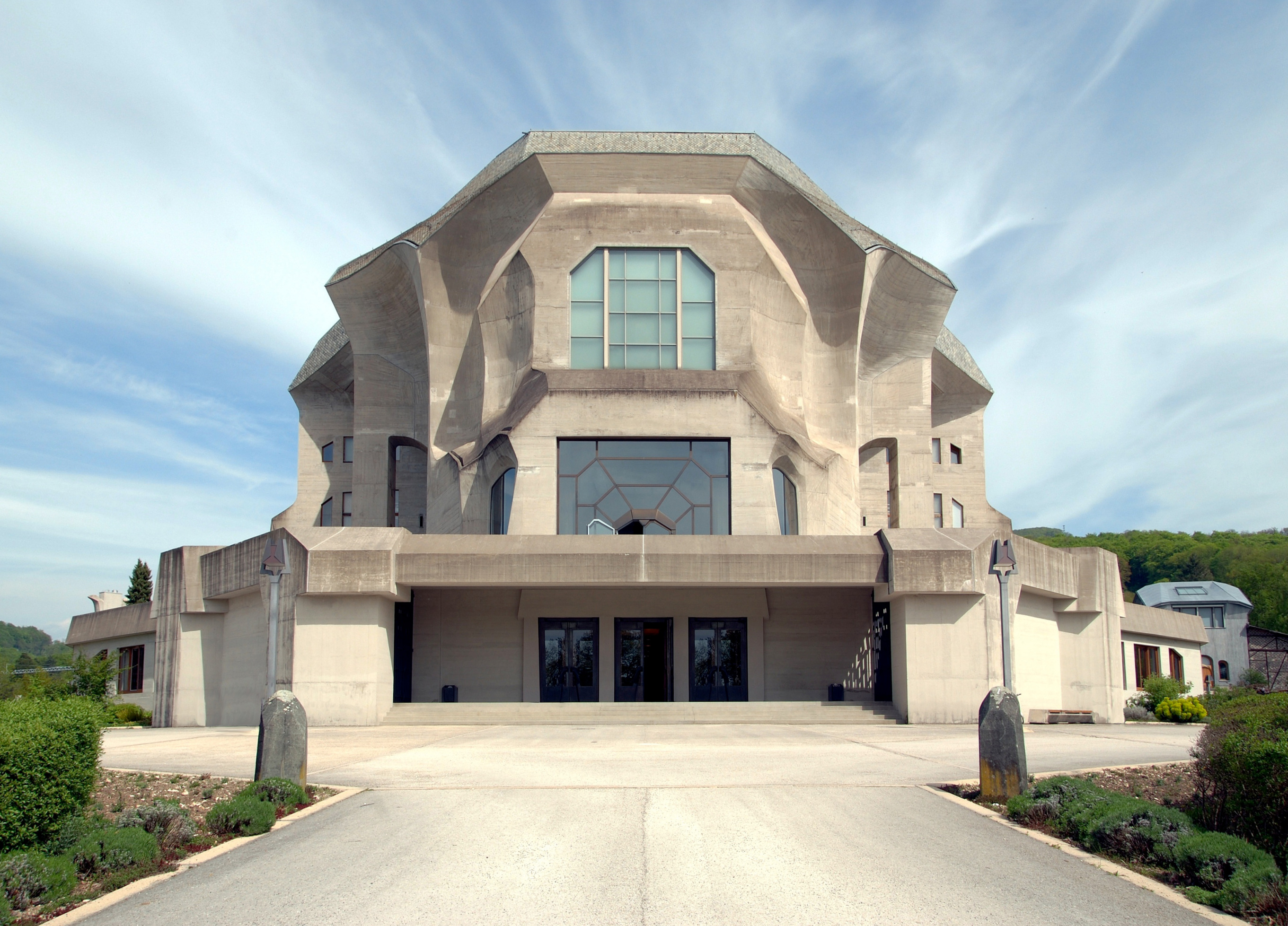
Vorderansicht des Goetheanums in Dornach
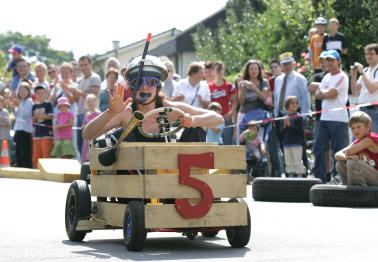
Beim Seifenkistenrennen Kühne Kisten
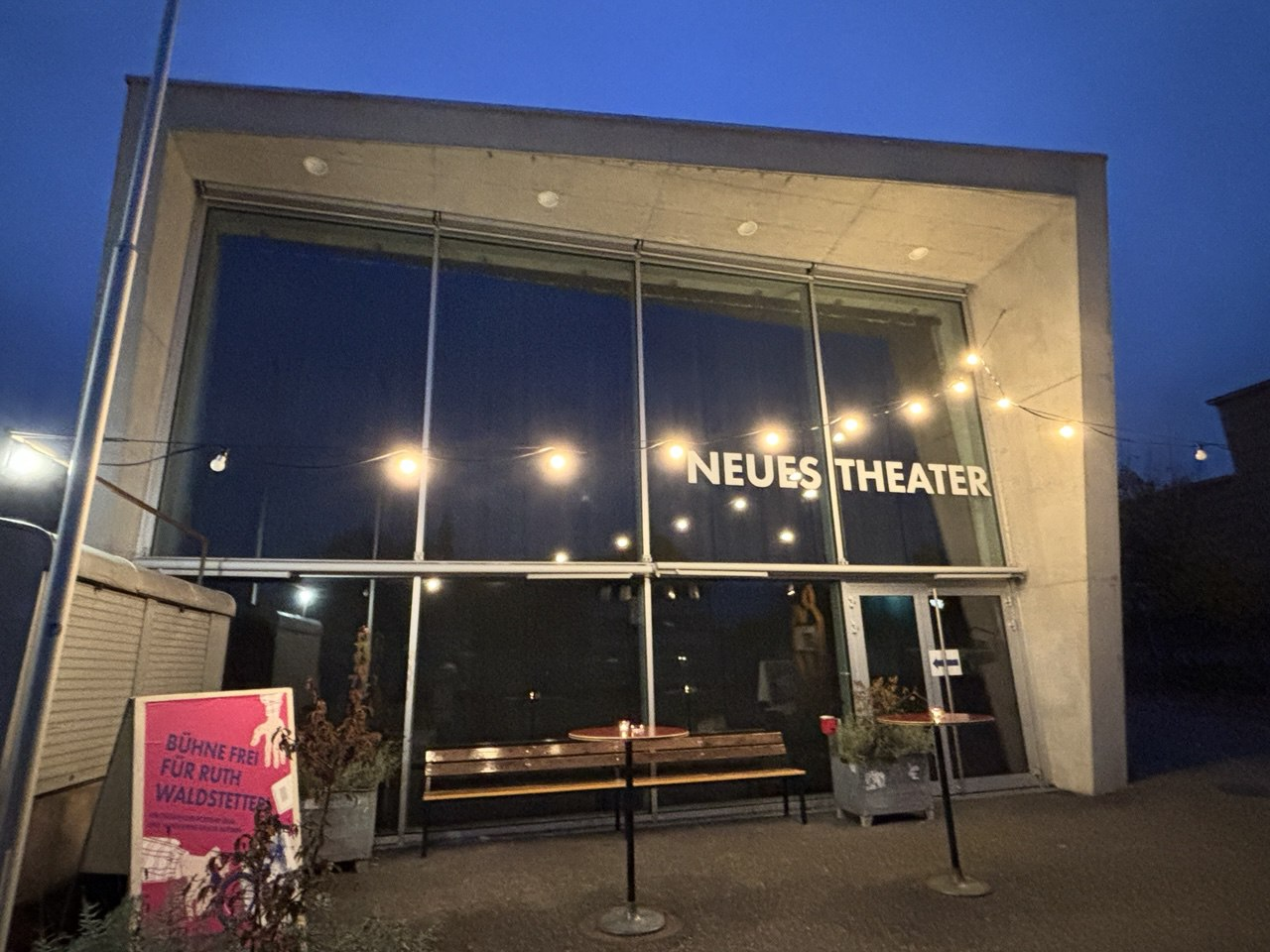
Neues Theater, Dornach SO, 2024

## Persönlichkeiten
- Karl Bessenich (1893–1973), deutscher Botaniker, Maler und Anthroposoph
- Thomas Brunnschweiler (* 1954), Schriftsteller und Journalist
- Janine Eggs (* 1993), Gemeinderätin (FWD) und Kantonsrätin (Grüne)
- Isla Eckinger (1939–2021), Jazzbassist
- Hans Erzer (1915–2009), Jurist und Politiker
- Daniele Ganser (* 1972), Historiker und Publizist, lebt in Dornach
- Gaetano Giallanza (* 1974), italienischer Fussballspieler
- Alois Gschwind (1925–2017), Musiker und Schulrektor
- Benjamin Huggel (* 1977), Fussballspieler
- Josef Anton Saladin (1908–1996), römisch-katholischer Priester, Kirchenmusiker und Hochschullehrer
- Albert Steffen (1884–1963), Theosoph, Anthroposoph und Dichter
- Rudolf Steiner (1861–1925), österreichischer Esoteriker und Philosoph, in Dornach gestorben und begraben im Park des Goetheanums
- Otto Stich (1927–2012), Bundesrat (SP)
- Arthur Stoll (1887–1971), Chemiker, in Dornach gestorben
- Max Studer (1865–1947), Jurist und Politiker
- Daniel Urech (* 1983), Gemeinderat und Kantonsrat (Grüne)